# Кан (Прованс-Алпи-Лазурен бряг)
Вижте пояснителната страница за други значения на Кан.
Кан (на френски: Cannes; на окситански: Canas) е град в Южна Франция, предградие на Ница.
Разположен е на западния край на Френската Ривиера. През 2007 г. в него живеят около 73 000 души. Там се провежда музикалното събитие NRJ Music Awards, където пристигат известни изпълнители.

## Култура
Филмовият фестивал в Кан се провежда всяка година. В града дори има и алея на славата пред Фестивалния и конгресен дворец, където много хора, свързани с киното, са оставили свои следи и отпечатъци от ръцете си. Тук наградата за филмово изкуство се нарича Златна палма. Крайбрежният булевард на фестивалния град „Кроазет“ e световноизвестен. През януари в Кан се провежда Фестивал на музикалните издания, а през февруари празник на мимозата.

## Известни личности
Родени
- Жан Рикарду (р. 1932), писател
- Жерар Филип (1922 – 1959), киноактьор

Починали
- Терънс Йънг (1915 – 1994), британски режисьор
- Леополд, херцог Олбани (1853 – 1884), британски благородник
- Жан Маре (1913 – 1998), киноактьор
- Михаил Николаевич (1832 – 1909), руски велик княз
- Гастон Пари (1839 – 1903), филолог
- Николае Титулеску (1882 – 1941), румънски политик и дипломат

## Побратимени градове
- Акапулко, Мексико, 1998 г.